# ته آمو (ترانه ریانا)
«ته آمو»(به لاتین: Te Amo) به معنی «تو را دوست دارم» یک ترانه از خواننده آراندبی باربادوسی ریانا است. که توسط تیم استارگیت تهیه و با کمک ریانا نوشته شده‌است. متن آن نزاع درونی ریانا برای تن نهادن به خواسته یک زن است. در مورد این ته آمو بازی کلمات صورت گرفته زیرا Temo نیز به معنی ترس است. این ترانه پنجمین و آخرین ترانه از آلبوم درجه آر است. این ترانه ۲۲ مه ۲۰۱۰ در بی‌بی‌سی ۱ و در برنامه جشنواره موسیقی آخر هفته به طور زنده اجرا شد.

## موقعیت در چارت سال
| چارت (۲۰۱۰) | موقعیت |
| ----------- | ------ |
| اتریش       | ۶۱     |
| اروپا       | ۸۱     |
| آلمان       | ۴۸     |
| مجارستان    | ۶۳     |
| ایتالیا     | ۳۶     |
| سوئیس       | ۴۳     |

## گواهی‌ها
| ناحیه (توزیع‌کننده) | گواهی‌ها |
| ------------------ | ------- |
| استرالیا           | طلا     |
| ایتالیا (FIMI)     | طلا     |
| سوئیس              | طلا     |